# Paris-Roubaix 1993
Paris-Roubaix 1993 a fost a 91-a ediție a Paris-Roubaix, o cursă clasică de ciclism de o zi din Franța. Evenimentul a avut loc pe 11 aprilie 1993 și s-a desfășurat pe o distanță de 267 de kilometri până la velodromul din Roubaix. Câștigătorul a fost Gilbert Duclos-Lassalle din Franța de la echipa GAN.

## Rezultate
| Loc | Concurent                     | Echipă                    | Timp       |
| --- | ----------------------------- | ------------------------- | ---------- |
| 1   | Gilbert Duclos-Lassalle (FRA) | GAN                       | 6h 25' 20" |
| 2   | Franco Ballerini (ITA)        | GB–MG Maglificio          | +0         |
| 3   | Olaf Ludwig (GER)             | Team Telekom              | +2' 9"     |
| 4   | Johan Museeuw (BEL)           | GB–MG Maglificio          | +2' 9"     |
| 5   | Adrie van der Poel (NED)      | Motorola Cycling Team     | +2' 9"     |
| 6   | Edwig Van Hooydonck (NED)     | WordPerfect–Colnago–Decca | +2' 9"     |
| 7   | Marc Sergeant (BEL)           | Novemail–Histor           | +2' 9"     |
| 8   | Sean Yates (GBR)              | Motorola Cycling Team     | +2' 9"     |
| 9   | Benjamin Van Itterbeeck (BEL) | Collstrop–Assur Carpets   | +2' 9"     |
| 10  | Wilfried Nelissen (BEL)       | Novemail–Histor           | +3' 50"    |